# Condado de Provenza
El condado de Provenza fue una jurisdicción feudal del Sacro Imperio y de Francia.

## Reino de Provenza
En el año 843, el Tratado de Verdún, que dividía el Sacro Imperio de Ludovico Pío entre sus tres hijos, concedió al mayor, Lotario I, la Provenza. Su hijo, Carlos de Provenza, fue el fundador del reino de Provenza, que persistió hasta el año 877 con los sucesores de Lotario I.
En el 879, Boso V de Provenza fue nombrado rey de Provenza de la segunda dinastía del reino, el cual estaba en lucha contra los carolingios. El hijo de Boso V, Luis III el Ciego, fue nombrado rey de Provenza y posteriormente consiguió ser nombrado emperador. Este confió el gobierno de Provenza a Hugo de Arlés, que en el 934 lo cedió a Rodolfo II de Borgoña. En aquel momento el «Reino de Provenza» se integró en el de Arlés y sus territorios pasaron a denominarse Condado de Provenza dentro del nuevo reino de Arlés o de las dos Borgoñas.

## Condado de Provenza
El año 948 se nombró al primer conde de Provenza: Bosón II de Provenza. Los descendientes de este constituyeron la dinastía Provenza o bosonides y gobernaron el territorio provenzal hasta el 1112, año en que se instauró una nueva, la de Millau-Gévaudan. La condesa Gerberga de Provenza cedió sus derechos a su hija Dulce. Esta dinastía duró poco, puesto que el casamiento el año 1112 de Dulce con el conde de Barcelona, Ramón Berenguer III, confirió los derechos del condado a la Casa de Barcelona.
La dinastía de la Casa de Barcelona perduró en el condado hasta el 1166 cuando, tras la muerte de Ramón Berenguer III de Provenza, el condado lo heredó el rey Alfonso II de Aragón —que adoptó el título de marqués de Provenza—, uniéndose con ello a la Corona de Aragón hasta 1196, en que murió Alfonso II, que había legado el marquesado de Provenza a su hijo segundón, Alfonso II de Provenza. Desde ese momento, la dinastía de los condes de Provenza, que descendían del rey de Aragón Alfonso II, mantuvo el condado independiente de la Corona hasta la muerte de Ramón Berenguer V de Provenza en 1245.
Finalmente, el casamiento de Beatriz I de Provenza (biznieta del rey de Aragón Alfonso II) con el conde Carlos I de Anjou en 1247 determinó el fin del dominio la casa de Aragón y el inicio del vínculo con la dinastía Anjou. Esta unión con la dinastía francesa permitió la unión temporal del Condado de Provenza con el Reino de Nápoles. Una unión que comenzó con el mismo Carlos I —que ya era rey de Nápoles— al obtener este el condado, hasta Juana I de Nápoles. El hijo adoptivo de esta, Luis I de Anjou, y sus descendientes fueron reyes titulares de Nápoles y lucharon con la rama Anjou-Durazzo por el trono napolitano.
El 1481, a la muerte de Carlos V de Maine sin descendientes, los títulos de conde de Provenza y duque de Anjou revirtieron a su primo Luis XI de Francia y se integraron en la Corona francesa.

## Lista de Gobernantes de Provenza

### Reyes de Provenza
- 855-863 Carlos de Provenza
- 863-875 Luis II
- 875-877 Carlos II
- 879-887 Boso V de Provenza
- 887-928 Luis III el Ciego
- 911-933 Hugo de Arlés

### Condes de Provenza
- 948-968: Bosón II de Provenza
- 968-993: Guillermo I de Provenza
- 993-1018: Guillermo II de Provenza
- 1018-1061: Godofredo I de Provenza
- 1061-1093: Beltrán II de Provenza
- 1093-1112: Gerberga de Provenza
- 1112-1127: Dulce de Provenza

Casa de Barcelona
- 1112-1131: Ramón Berenguer III de Barcelona (Ramón Berenguer I de Provenza)
- 1131-1144: Berenguer Ramón I de Provenza
- 1144-1162: Ramón Berenguer IV de Barcelona (regente como Ramón Berenguer II de Provenza)
- 1144-1166: Ramón Berenguer III de Provenza

Casa de Aragón
- 1166-1196: Alfonso II de Aragón (el rey de Aragón cedió la honor —pero no la posesio— de Provenza a su hermano Pedro de Aragón como Ramón Berenguer IV de Provenza entre 1173 y 1181, y a Sancho I de Cerdaña, que rigió el condado entre 1181 y 1184)
- 1196-1209: Alfonso II de Provenza
- 1209-1245: Ramón Berenguer V de Provenza
- 1245-1267: Beatriz I de Provenza

Dinastía Anjou
- 1267-1285: Carlos I de Anjou
- 1285-1309: Carlos II de Anjou
- 1309-1343: Roberto de Anjou
- 1343-1382: Juana I de Nápoles
- 1383-1384: Luis I de Anjou
- 1384-1417: Luis II de Anjou
- 1417-1434: Luis III de Anjou
- 1434-1480: Renato I de Anjou
- 1480-1481: Carlos III de Anjou
- 1481 El condado pasa a Luis XI de Francia y se integra en el Reino de Francia.